# Adaphaenura
Adaphaenura là một chi bướm đêm thuộc họ Noctuidae.